# Tatterford
Tatterford – wieś w Anglii, w hrabstwie Norfolk, w dystrykcie North Norfolk. Leży 42 km na północny zachód od Norwich i 159 km na północny wschód od Londynu. W 2001 miejscowość liczyła 902 mieszkańców.